# 藤原光业
藤原光业，平安时代后期的武将，藤原氏贵族。图书头藤原笃茂之子。1028年安房守平忠惟被杀，朝廷分别派平直方讨伐叛军平忠常，而藤原光业则出任安房国的安房守，但是在长元三年（1030年），藤原光业却放弃安房守职位，回京都上洛。其子藤原范纲后来是朝廷的兵库头。

## 家族
- 父：藤原笃茂
- 母：式部卿宫官女
- 妻：土佐守赖的女儿
- 子：藤原范纲